# Coppa Piano Karl Rappan 1963-1964
La Coppa Piano Karl Rappan 1963-1964, detta anche International Football Cup 1963-1964, è stata la terza edizione di questa competizione gestita dalla SFP, la società di scommesse svizzera.
La vittoria finale è stata appannaggio dello Slovnaft Bratislava, al suo secondo titolo.

## Partecipanti
| Nazione                   | Squadra                                                           | Campionato | Note                                                                                            |
| ------------------------- | ----------------------------------------------------------------- | --- | ----------------------------------------------------------------------------------------------- |
| Cecoslovacchia (bandiera) | Jednota Trenčín Slovnaft Bratislava Slovan Bratislava SONP Kladno | Vicecampione di Cecoslovacchia 1962-63 4º campionato di Cecoslovacchia 1962-63 7º campionato di Cecoslovacchia 1962-63 11º campionato di Cecoslovacchia 1962-63 | Vincitrice Coppa Piano Karl Rappan l'anno precedente Vincitrice Coppa di Cecoslovacchia 1962-63 |
| Germania (bandiera)       | Tasmania Berlino Pirmasens Bayern Monaco VfR Neumünster           | 2º Girone 1 Oberliga 1961-62 2º campionato Oberliga Südwest 1961-62 3º campionato Oberliga Süd 1961-62 ?º campionato Schleswig-Holstein-Liga 1961-62            |                                                                                                 |
| Paesi Bassi (bandiera)    | PSV Ajax Sparta Rotterdam Enschede                                | Campione d'Olanda 1962-63 Vicecampione d'Olanda 1962-63 3º campionato d'Olanda 1962-63 5º campionato d'Olanda 1962-63                                           |                                                                                                 |
| Svizzera (bandiera)       | Zurigo Losanna La Chaux-de-Fonds Young Boys                       | Campione di Svizzera 1962-63 Vicecampione di Svizzera 1962-63 3º campionato di Svizzera 1962-63 4º campionato di Svizzera 1962-63                               |                                                                                                 |
| Francia (bandiera)        | UA Sedan Torcy Nîmes Tolosa Rouen                                 | 3º campionato di Francia 1962-63 6º campionato di Francia 1962-63 7º campionato di Francia 1962-63 8º campionato di Francia 1962-63                             |                                                                                                 |
| Italia (bandiera)         | Fiorentina Sampdoria Modena Venezia                               | 6º campionato d'Italia 1962-63 11º campionato d'Italia 1962-63 17º campionato d'Italia 1962-63                                                                  |                                                                                                 |
| Jugoslavia (bandiera)     | Velež Mostar OFK Belgrado Stella Rossa Hajduk Spalato             | 4º campionato di Jugoslavia 1962-63 5º campionato di Jugoslavia 1962-63 7º campionato di Jugoslavia 1962-63 11º campionato di Jugoslavia 1962-63                |                                                                                                 |
| Austria (bandiera)        | Rapid Vienna Schwechater SC Wiener AC First Vienna                | 4º campionato d'Austria 1962-63 6º campionato d'Austria 1962-63 7º campionato d'Austria 1962-63 8º campionato d'Austria 1962-63                                 |                                                                                                 |
| Germania Est (bandiera)   | Motor Jena Empor Rostock Vorwärts Berlino Motor Zwickau           | Campione della Germania Est 1962-63 Vicecampione della Germania Est 1962-63 3º campionato della Germania Est 1962-63 7º campionato della Germania Est 1962-63   | Vincitrice Coppa di Germania Est 1962-63                                                        |
| Polonia (bandiera)        | Polonia Bytom Zagłębie Sosnowiec Odra Opole Ruch Chorzów          | Campione di Polonia 1962 3º campionato di Polonia 1962 4º campionato di Polonia 1962 8º campionato di Polonia 1962                                              | Vincitrice Coppa di Polonia 1962                                                                |
| Svezia (bandiera)         | IFK Norrköping Djurgården IFK Göteborg Örgryte                    | Campione di Svezia 1962 Vicecampione di Svezia 1962 3º campionato di Svezia 1962 4º campionato di Svezia 1962                                                   |                                                                                                 |
| Belgio (bandiera)         | Standard Liegi Anversa Gent Lierse                                | Campione del Belgio 1962-63 Vicecampione del Belgio 1962-63 4º campionato del Belgio 1962-63 9º campionato del Belgio 1962-63                                   |                                                                                                 |

## Squadre partecipanti
La fase a gironi del torneo era composta da dodici gruppi di quattro squadre ciascuno, dove solo la prima classificata si qualificava al turno successivo. I gruppi divisi geograficamente come "A", per il Belgio, la Francia, l'Italia e la Svizzera; "B" per l'Austria, i Paesi Bassi, la Svezia e la Germania Ovest; e "C" per la Cecoslovacchia, Germania Est, Polonia e Jugoslavia.
Rispetto alla edizione precedente non partecipano le squadra della Ungheria, rientrano le squadre di Austria, Germania Est, Polonia e Svezia. Partecipano per la prima volta le squadre del Belgio.
|           | Belgio              | Francia          | Italia           | Svizzera           |
| Girone A1 | Standard Liegi      | Sedan            | Fiorentina       | Zurigo             |
| Girone A2 | Anversa             | Nîmes            | Sampdoria        | Losanna            |
| Girone A3 | Gent                | Tolosa           | Modena           | Young Boys         |
| Girone A4 | Lierse              | Rouen            | Venezia          | La Chaux-de-Fonds  |
|           | Austria             | Germania Ovest   | Paesi Bassi      | Svezia             |
| Girone B1 | Rapid Vienna        | Neumünster       | PSV              | Djurgården         |
| Girone B2 | First Vienna        | Bayern Monaco    | Sparta Rotterdam | IFK Göteborg       |
| Girone B3 | Wiener AC           | Pirmasens        | Enschede         | Örgryte            |
| Girone B4 | Schwechat           | Tasmania Berlino | Ajax             | IFK Norrköping     |
|           | Cecoslovacchia      | Germania Est     | Jugoslavia       | Polonia            |
| Girone C1 | Slovnaft Bratislava | Motor Jena       | Velež Mostar     | Zagłębie Sosnowiec |
| Girone C2 | Slovan Bratislava   | Empor Rostock    | OFK Belgrado     | Ruch Chorzów       |
| Girone C3 | Jednota Trenčín     | Vorwärts Berlino | Stella Rossa     | Polonia Bytom      |
| Girone C4 | SONP Kladno         | Motor Zwickau    | Hajduk Spalato   | Odra Opole         |

## Risultati

### Fase a gironi
Date: 23 giugno (1ª giornata), 30 giugno (2ª giornata), 7 luglio (3ª giornata), 14 luglio (4ª giornata), 21 luglio (5ª giornata) e 28 luglio 1963 (6ª giornata).

#### Girone A1
| Squadra        | Pti | G | V | N | P | GF | GS | DR |
| -------------- | --- | - | - | - | - | -- | -- | -- |
| Standard Liegi | 7   | 6 | 2 | 3 | 1 | 8  | 8  | 0  |
| Fiorentina     | 6   | 6 | 2 | 2 | 2 | 8  | 9  | -1 |
| Sedan          | 6   | 6 | 2 | 2 | 2 | 12 | 16 | -4 |
| Zurigo         | 5   | 6 | 1 | 3 | 2 | 11 | 6  | +5 |

|            | Sta | Fio | Sed | Zur |
| ---------- | --- | --- | --- | --- |
| Standard   |     | 1-1 | 1-3 | 1-0 |
| Fiorentina | 0-1 |     | 5-4 | 1-0 |
| Sedan      | 2-2 | 2-0 |     | 1-1 |
| Zurigo     | 2-2 | 1-1 | 7-0 |     |

#### Girone A2
| Squadra   | Pti | G | V | N | P | GF | GS | DR  |
| --------- | --- | - | - | - | - | -- | -- | --- |
| Sampdoria | 9   | 6 | 4 | 1 | 1 | 13 | 3  | +10 |
| Nîmes     | 9   | 6 | 4 | 1 | 1 | 13 | 7  | +6  |
| Anversa   | 4   | 6 | 2 | 0 | 4 | 9  | 14 | -5  |
| Losanna   | 2   | 6 | 1 | 0 | 5 | 5  | 16 | -11 |

|           | Sam | Nîm | Anv | Los |
| --------- | --- | --- | --- | --- |
| Sampdoria |     | 0-2 | 5-0 | 5-0 |
| Nîmes     | 1-1 |     | 3-2 | 5-1 |
| Anversa   | 0-1 | 3-1 |     | 2-0 |
| Losanna   | 0-1 | 0-1 | 4-2 |     |

#### Girone A3
| Squadra    | Pti | G | V | N | P | GF | GS | DR |
| ---------- | --- | - | - | - | - | -- | -- | -- |
| Modena     | 8   | 6 | 3 | 2 | 1 | 8  | 6  | +2 |
| Gent       | 7   | 6 | 2 | 3 | 1 | 10 | 9  | +1 |
| Tolosa     | 6   | 6 | 3 | 0 | 3 | 14 | 10 | +4 |
| Young Boys | 3   | 6 | 1 | 1 | 4 | 7  | 14 | -7 |

|            | Mod | Gen | Tol | Y.B |
| ---------- | --- | --- | --- | --- |
| Modena     |     | 1-1 | 2-0 | 3-1 |
| Gent       | 0-0 |     | 2-1 | 2-0 |
| Tolosa     | 3-0 | 5-3 |     | 3-0 |
| Young Boys | 1-2 | 2-2 | 3-2 |     |

#### Girone A4
| Squadra           | Pti | G | V | N | P | GF | GS | DR |
| ----------------- | --- | - | - | - | - | -- | -- | -- |
| Rouen             | 8   | 6 | 4 | 0 | 2 | 18 | 13 | +5 |
| Venezia           | 7   | 6 | 3 | 1 | 2 | 10 | 7  | +3 |
| Lierse            | 7   | 6 | 3 | 1 | 2 | 7  | 8  | -1 |
| La Chaux-de-Fonds | 2   | 6 | 0 | 2 | 4 | 11 | 18 | -7 |

|                   | Rou | Ven | Lie | LCF |
| ----------------- | --- | --- | --- | --- |
| Rouen             |     | 2-1 | 2-0 | 4-3 |
| Venezia           | 3-1 |     | 2-0 | 2-1 |
| Lierse            | 3-2 | 1-0 |     | 2-1 |
| La Chaux-de-Fonds | 3-7 | 2-2 | 1-1 |     |

#### Girone B1
| Squadra      | Pti | G | V | N | P | GF | GS | DR  |
| ------------ | --- | - | - | - | - | -- | -- | --- |
| Rapid Vienna | 10  | 6 | 5 | 0 | 1 | 17 | 6  | +11 |
| PSV          | 8   | 6 | 4 | 0 | 2 | 11 | 10 | +1  |
| Neumünster   | 4   | 6 | 2 | 0 | 4 | 9  | 14 | -5  |
| Djurgården   | 2   | 6 | 1 | 0 | 5 | 6  | 13 | -7  |

|             | Rap | PSV | Neu | Dju |
| ----------- | --- | --- | --- | --- |
| Rapid       |     | 5-2 | 4-1 | 3-1 |
| PSV         | 1-2 |     | 4-3 | 2-0 |
| Neumünster  | 1-0 | 0-1 |     | 2-1 |
| Djurgårdens | 0-3 | 0-1 | 4-2 |     |

#### Girone B2
| Squadra          | Pti | G | V | N | P | GF | GS | DR  |
| ---------------- | --- | - | - | - | - | -- | -- | --- |
| Bayern Monaco    | 10  | 6 | 4 | 2 | 0 | 19 | 9  | +10 |
| First Vienna     | 7   | 6 | 3 | 1 | 2 | 14 | 11 | +3  |
| Sparta Rotterdam | 6   | 6 | 3 | 0 | 3 | 13 | 17 | -4  |
| IFK Göteborg     | 1   | 6 | 0 | 1 | 5 | 10 | 19 | -9  |

|          | Bay | Fir | Spa | Göt |
| -------- | --- | --- | --- | --- |
| Bayern   |     | 2-1 | 6-0 | 2-2 |
| First    | 2-2 |     | 4-1 | 1-0 |
| Sparta   | 1-2 | 5-1 |     | 2-1 |
| Göteborg | 3-5 | 1-5 | 3-4 |     |

#### Girone B3
| Squadra   | Pti | G | V | N | P | GF | GS | DR  |
| --------- | --- | - | - | - | - | -- | -- | --- |
| Örgryte   | 8   | 6 | 3 | 2 | 1 | 14 | 10 | +4  |
| Wiener AC | 7   | 6 | 3 | 1 | 2 | 7  | 8  | -1  |
| Pirmasens | 6   | 6 | 3 | 0 | 3 | 19 | 11 | +8  |
| Enschede  | 3   | 6 | 1 | 1 | 4 | 5  | 16 | -11 |

|           | Örg | WAC | Pir | Ens |
| --------- | --- | --- | --- | --- |
| Örgryte   |     | 3-0 | 4-1 | 2-0 |
| WAC       | 1-1 |     | 3-0 | 1-0 |
| Pirmasens | 5-1 | 4-1 |     | 8-0 |
| Enschede  | 3-3 | 0-1 | 2-1 |     |

#### Girone B4
| Squadra          | Pti | G | V | N | P | GF | GS | DR |
| ---------------- | --- | - | - | - | - | -- | -- | -- |
| IFK Norrköping   | 9   | 6 | 4 | 1 | 1 | 14 | 9  | +5 |
| Ajax             | 7   | 6 | 3 | 1 | 2 | 17 | 12 | +5 |
| Tasmania Berlino | 5   | 6 | 1 | 3 | 2 | 11 | 16 | -5 |
| Schwechat        | 3   | 6 | 1 | 1 | 4 | 12 | 17 | -5 |

|            | Nor | Aja | Tas | Sch |
| ---------- | --- | --- | --- | --- |
| Norrköping |     | 1-4 | 3-0 | 4-1 |
| Ajax       | 0-1 |     | 5-1 | 4-2 |
| Tasmania   | 3-3 | 2-2 |     | 4-2 |
| Schwechat  | 1-2 | 5-2 | 1-1 |     |

#### Girone C1
| Squadra             | Pti | G | V | N | P | GF | GS | DR |
| ------------------- | --- | - | - | - | - | -- | -- | -- |
| Slovnaft Bratislava | 9   | 6 | 4 | 1 | 1 | 12 | 4  | +8 |
| Velež Mostar        | 7   | 6 | 3 | 1 | 2 | 9  | 12 | -3 |
| Zagłębie Sosnowiec  | 6   | 6 | 3 | 0 | 3 | 8  | 8  | 0  |
| Motor Jena          | 2   | 6 | 1 | 0 | 5 | 3  | 8  | -5 |

|          | Slo | Vel | Zag | Mot |
| -------- | --- | --- | --- | --- |
| Slovnaft |     | 6-1 | 1-0 | 2-1 |
| Velež    | 1-1 |     | 4-1 | 1-0 |
| Zagłębie | 1-0 | 4-1 |     | 2-0 |
| Motor    | 0-2 | 0-1 | 2-0 |     |

#### Girone C2
| Squadra           | Pti | G | V | N | P | GF | GS | DR |
| ----------------- | --- | - | - | - | - | -- | -- | -- |
| Slovan Bratislava | 8   | 6 | 3 | 2 | 1 | 12 | 7  | +5 |
| Ruch Chorzów      | 7   | 6 | 3 | 1 | 2 | 12 | 8  | +4 |
| OFK Belgrado      | 6   | 6 | 2 | 2 | 2 | 7  | 12 | -5 |
| Empor Rostock     | 3   | 6 | 0 | 3 | 3 | 5  | 9  | -4 |

|        | Slo | Ruc | OFK | Emp |
| ------ | --- | --- | --- | --- |
| Slovan |     | 4-1 | 4-0 | 1-1 |
| Ruch   | 3-0 |     | 3-0 | 3-1 |
| OFK    | 2-2 | 2-1 |     | 2-1 |
| Empor  | 0-1 | 1-1 | 1-1 |     |

#### Girone C3
| Squadra          | Pti | G | V | N | P | GF | GS | DR |
| ---------------- | --- | - | - | - | - | -- | -- | -- |
| Polonia Bytom    | 7   | 6 | 2 | 3 | 1 | 17 | 10 | +7 |
| Stella Rossa     | 7   | 6 | 3 | 1 | 2 | 15 | 15 | 0  |
| Vorwärts Berlino | 5   | 6 | 1 | 3 | 2 | 10 | 9  | +1 |
| Jednota Trenčín  | 5   | 6 | 2 | 1 | 3 | 7  | 15 | -8 |

|              | Pol | S.R | Vor | Jed |
| ------------ | --- | --- | --- | --- |
| Polonia      |     | 6-1 | 2-2 | 2-2 |
| Stella Rossa | 4-3 |     | 2-1 | 5-1 |
| Vorwärts     | 1-1 | 2-2 |     | 3-0 |
| Jednota      | 0-3 | 2-1 | 2-1 |     |

#### Girone C4
| Squadra        | Pti | G | V | N | P | GF | GS | DR |
| -------------- | --- | - | - | - | - | -- | -- | -- |
| Odra Opole     | 8   | 6 | 3 | 2 | 1 | 8  | 3  | +5 |
| SONP Kladno    | 7   | 6 | 3 | 1 | 2 | 7  | 8  | -1 |
| Hajduk Spalato | 6   | 6 | 3 | 0 | 3 | 7  | 8  | -1 |
| Motor Zwickau  | 3   | 6 | 1 | 1 | 4 | 6  | 9  | -3 |

|        | Odr | Kla | Haj | Mot |
| ------ | --- | --- | --- | --- |
| Odra   |     | 4-0 | 1-0 | 1-0 |
| Kladno | 1-1 |     | 2-0 | 2-1 |
| Hajduk | 1-0 | 1-2 |     | 2-1 |
| Motor  | 1-1 | 1-0 | 2-3 |     |

### Primo turno
Dal 9 ottobre al 30 novembre 1963. Rapid-Standard è stata disputata il 4 marzo 1964.
| Squadra 1           | Totale | Squadra 2         | Andata | Ritorno |
| ------------------- | ------ | ----------------- | ------ | ------- |
| Odra Opole          | 5 - 2  | IFK Norrköping    | 3 - 2  | 2 - 0   |
| Standard Liegi      | 3 - 0  | Rapid Vienna      | 2 - 0  | 1 - 0   |
| Bayern Monaco       | 4 - 7  | Rouen             | 2 - 3  | 2 - 4   |
| Slovnaft Bratislava | 4 - 3  | Modena            | 4 - 1  | 0 - 2   |
| Örgryte             | 1 - 2  | Slovan Bratislava | 0 - 1  | 1 - 1   |
| Sampdoria           | 1 - 3  | Polonia Bytom     | 0 - 2  | 1 - 1   |

Modena ed Örgryte, le sconfitte con lo "score" migliore, vengono ripescate per il turno successivo.

### Quarti di finale
Dall'11 marzo al 14 aprile 1964.
| Squadra 1           | Totale | Squadra 2      | Andata | Ritorno     |
| ------------------- | ------ | -------------- | ------ | ----------- |
| Slovan Bratislava   | 1 - 1  | Odra Opole     | 0 - 0  | 1 - 1 (dts) |
| Rouen               | 6 - 3  | Standard Liegi | 3 - 0  | 3 - 3       |
| Örgryte             | 3 - 10 | Polonia Bytom  | 1 - 7  | 2 - 3       |
| Slovnaft Bratislava | 3 - 1  | Modena         | 2 - 1  | 1 - 0       |

### Semifinali
Dal 22 aprile al 9 maggio 1964.
| Squadra 1           | Totale | Squadra 2  | Andata | Ritorno |
| ------------------- | ------ | ---------- | ------ | ------- |
| Slovnaft Bratislava | 7 - 2  | Rouen      | 5 - 0  | 2 - 2   |
| Polonia Bytom       | 2 - 1  | Odra Opole | 2 - 1  | 0 - 0   |

### Finale
| Arbitro: | Paul Schiller |

| |            | |
| Adolf Scherer 57’ | Marcatori  | |
| Peter Fülle Milan Hrica Vladimír Weiss Jan Feriančík Gustáv Mráz Titus Buberník, Kazimír Gajdoš Adolf Scherer Eduard Gáborík Michal Medviď Milan Dolinský | Formazioni | Edward Szymkowiak Józef Dymarczyk Walter Winkler Bogusław Widawski Paweł Orzechowski Ryszard Gregorczyk Jan Banaś Gerhard Lukoszczyk Norbert Pogrzeba Jan Liberda Jerzy Jóźwiak |